# Delger járás
Delger járás (mongol nyelven: Дэлгэр сум) Mongólia Góbi-Altaj tartományának egyik járása. Területe 6625 km². Népessége kb. 4500 fő.
Székhelye Tajgan (Тайган), mely 88 km-re keletre fekszik Altaj tartományi székhelytől.